# PARD6A
PARD6A‏ (Par-6 family cell polarity regulator alpha) هوَ بروتين يُشَفر بواسطة جين PARD6A في الإنسان.